# Свен Крестоносец

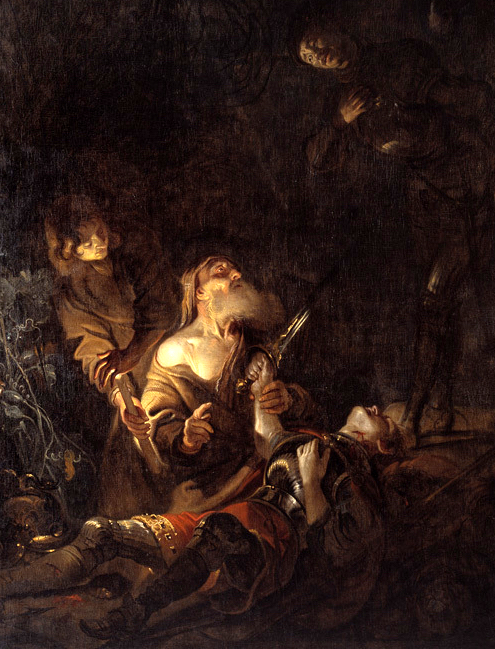
Карел ван Мандер III
Обнаружение тела принца Свена, 1645

Свен Крестоносец (лат. Sueno; дат. Svend Korsfarer) — согласно хронике «Иерусалимская история», сын короля Дании, принявший участие в Первом крестовом походе, во время которого погиб в 1097 году. Ряд исследователей считают его сыном Свена II Эстридсена, однако документальных подтверждений существования такого сына у короля не обнаружено. В связи с этим существование Свена оспаривалось. Тассо посвятил Свену несколько строф в поэме «Освобожденный Иерусалим».

## Легенда
Единственный сын датского монарха,
Свенон, опора старости его… 

…император греческий радушно
Его в своих палатах принимает;
Туда ж к нему является твой вестник
С последними военными вестями.
Рассказывает он о том, как пала

Антиохия и каким позором
Окончилась для персов их попытка
Обратно город взять…
В хронике «Иерусалимская история» среди событий Первого крестового похода Альберт Аахенский поместил рассказ о «сыне короля Дании по имени Свено» (filius regis Danorum, Sueno nomine). Якобы, сын датского короля Свен со своими 1500 (15 000) рыцарями и его невеста Флорина, дочь герцога Бургундского и вдова принца Филиппа, были среди крестоносцев. После захвата Никеи принц задержался на несколько дней, был хорошо принят византийским императором Алексеем и затем прошёл через «Рум» (Рим — так европейцы называли территорию Малой Азии) к городам Рума «Финимини» и «Ферне» (Finiminis et Ferna). Солиман атаковал и убил Свена со всем его отрядом. Флорина пыталась убежать, но её пронзило несколько стрел. Дальнейшее развитие легенда получила в поэме Тассо «Освобожденный Иерусалим». Если у Альберта Свен погибает в Малой Азии, до осады Антиохии, то у Тассо Свен узнаёт о падении Антиохии от византийского императора, а гибнет у Иерусалима. Тассо описал, как меч принца Свена нашёл датский рыцарь Ринальдо. Этот меч стал первым христианским мечом, попавшим в Иерусалим. Современник Тассо, Андерс Сёренсен Ведель добавил в историю ещё одну деталь — меч Свена был подарком отца.
Благодаря Тассо история стала известна, поскольку его поэма считалась авторитетным источником по событиям Первого крестового похода.
Меж тем Свенон являет неустанно
И силу рук, и тяжесть их ударов:
Вокруг него течет ручьями кровь,
И груды тел ему оплотом служат…
И падает царевич благородный,
И некому за павшего отмстить.

## Мнения историков
Агатангел Крымский в словаре Брокгауза и Эфрона (1896) писал, что «в Каппадокии Кылыч-Арслан истребил датское войско Свенока». Историк Якоб Лангебек писал (1773), что «все согласны с тем, что принц Свен был королём и действительно происходил из Дании». Джордж Финли не сомневался в достоверности рассказа о Свене. Э. Гиббон (1788) указал среди участников похода представителя датской королевской семьи, но упомянул, что Жан-Батист Мейли не верил в достоверность рассказа о Свене. Мейли, действительно, высказал сомнение в этой истории, отметив (1780), что «историки этого народа не говорят ни слова об этой экспедиции сына их короля» и что молчание источников на эту тему необычно. Сомнения в достоверности рассказа Альберта высказывал и Фридрих Мюнтер в «Церковной истории Дании и Норвегии» (1823). Ж.-Фр. Мишо (между 1812 и 1822 годами) писал про «Свено, сына короля Дании Свено» без уверенности. Георг Вебер (1887) полагал, что рассказ о Свене — лишь легенда. Немецкий историк Леопольд фон Ранке начал около 1840 года исследовать источники Первого крестового похода. Генрих фон Зибель был одним из учеников Ранке. Зибель (1881) обращал внимание на баснословное вступление истории Свена. Этот рассказ не подтверждается никем из хронистов-участников Первого крестового похода. Лишь более поздний историк, Гийом Тирский (начало 1180-х), и Тассо (1581) позаимствовали этот рассказ. Андерс Ведель, поверив в рассказ Альберта, писал, что принц Свен был «более храбрым, чем короли Горм, Харальд и все Кнуды».

Зибель отмечал, что Альберт ничего не сообщал о принце, кроме того, что тот был молод и красив (nobilissimus et forma pulcherrimus). Хронист не писал ни слова о более ранних событиях, связанных с этим принцем. Историки пытались найти Свена в хрониках, но о нём совсем не было данных. Автор книги о варягах в Византии Сигфус Блёндал, писал, что этой истории нет у Саксона Грамматика, ни в саге о Кнутлингах, её не упоминает Анна Комнина. «Нет ничего, что могло бы помешать датскому вождю по имени Свейн участвовать в Первом крестовом походе и быть убитым вместе со своим отрядом в Малой Азии, но это лишь предположение, поскольку не может быть представлено веских доказательств».

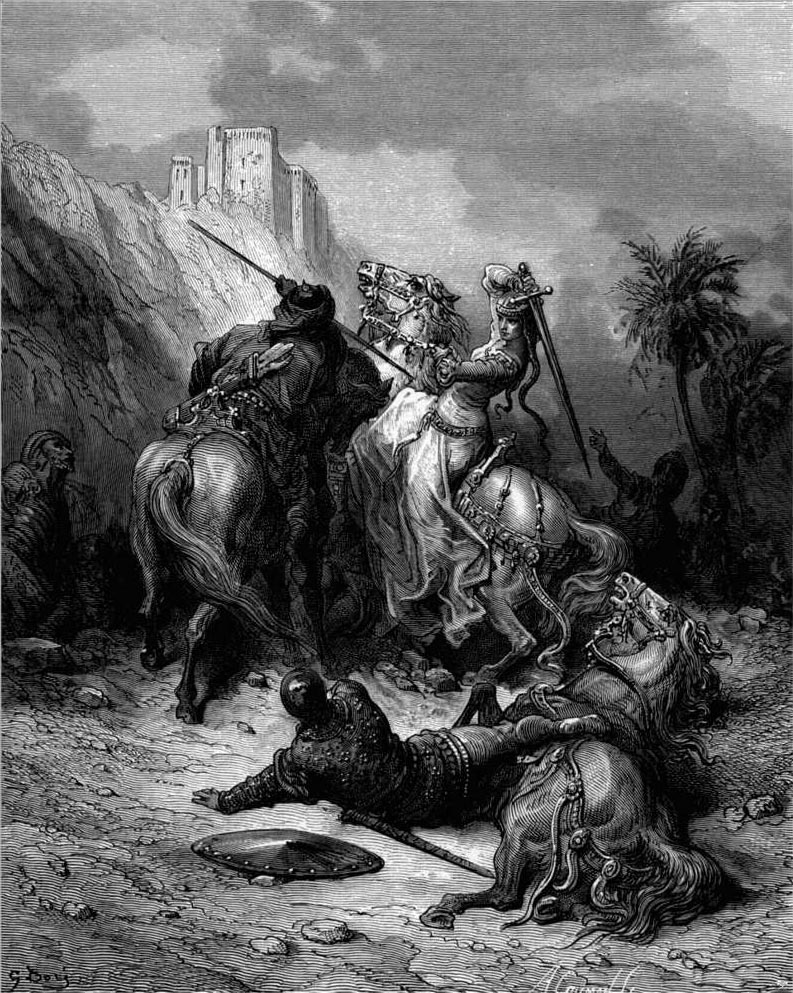
Гюстав Доре, Смерть Флорины.

Зибель высказал своё мнение о происхождении басни. По его словам, легенда происходила от служивших в императорской гвардии в Константинополе викингов. Они не принимали участия в каких-либо значительных боях, но не хотели быть хуже других. Поль Риан согласился с аргументами Зибеля (1865). Одним из результатов публикации трудов Зибеля и Риана стало отсутствие Свена среди действующих лиц оперы Нильса Гаде «Крестоносцы» (Кorsfarerne, 1873, либретто К. Андерсена). Хотя в основе сюжета лежит сюжет поэмы Тассо, касающийся Свена, Свен не упоминается, остался лишь Ринальдо.
Невеста Свена тоже, судя о всему, личность не историческая. Мейли полагал, что она — вымышленный персонаж, который «историки сделали вдовой принца Филиппа». Ни слова о такой дочери герцога Бургундии нет у бургундских хронистов. Урбан Планше в «Истории Бургундии» писал (1739): «то, что сообщается об этой предполагаемой второй дочери герцога Юда, слишком похоже на басню».

## Версии о происхождении легенды
Предполагаемый отец Свена, король Свен Эстридсен, умер в 1074 или 1076 году. Известно, что он оставил 14 сыновей. Среди них есть один Свен, который был в Виборге в 1104 году, то есть, он не мог погибнуть в 1097 году. Историки попытались найти крестоносца Свена среди внуков Эстридсена. Судьба потомков его старших пяти сыновей точно известна и крестоносцев среди них нет. Среди средних сыновей Свена был Свен, который, хотя сам и не мог быть погибшим в 1097 году, но вполне мог иметь сына, по возрасту подходящего для участия в походе в 1097 году. Однако Зибель высказывал сомнение в том, что современные событиям источники и в Дании, и на Востоке могли не упомянуть о таком событии, как отъезд королевского сына с армией или его героическая гибель в крестовом походе. Все события похода довольно подробно описаны, все знатные участники упомянуты, лишь о Свене источники молчат. Георг Вебер полагал, что об осаде Антиохии придумано много легенд (легенда о Свене была среди них), поскольку «все западные народы хотели иметь славу участия» в этом важнейшем событии похода.
Рейнхард Рейнеке, издатель и редактор хроники Альберта, в 1580 году предположил, что Свен был сыном Эрика Доброго, затем изменил мнение и решил, что Свен был сыном Свена Эстридсена. Джордж Финли считал Свена сыном короля Англии Эдгара Этелинга. Риан предположил, что среди множества Свенсонов, сыновей старого Свена Эстридсена или его седьмого сына Свена, один участвовал в походе и погиб, что стало основой вымысла Альберта.

## В культуре
Тассо посвятил Свену несколько строф в поэме «Освобожденный Иерусалим». Героическая смерть Свена в крестовом походе стала образцом для подражания для более поздних датских королей, которые искали идеалы среди средневековых предков. В 1629 году Кронборг был сожжён, в связи с его реконструкцией датский король Кристиан V заказал ряд исторических картин, прославляющих датскую монархию. Учёный Оле Ворм искал исторические сюжеты, и подвиг Свена оказался подходящим для этих целей. В итоге придворным художником голландского происхождения Карелом ван Мандером III была написана картина «Обнаружение тела принца Свена». Картина хранилась вместе с латинским стихотворением на эту тему Отто Сперлинга.
История Свена стала официально считаться правдивой и использоваться в политических целях. Один из первых поэтов романтизма Йенс Баггесен перевёл отрывок о Свене из поэмы Тассо. Стихотворение («De danskes Pris eller Svends Død») было опубликовано в 1807 году, когда в стране была велика потребность в национальных героях после нападения англичан на Копенгаген.